# Будинська сільська рада
Бу́динська сільська́ ра́да — орган місцевого самоврядування у Чернігівському районі Чернігівської області. Адміністративний центр — село Буди.

## Загальні відомості
Будинська сільська рада утворена в 1993 році.
- Територія ради: 24,444 км²
- Населення ради: 246 осіб (станом на 2001 рік)

## Населені пункти
Сільській раді підпорядковані населені пункти:
- с. Буди

## Склад ради
Рада складається з 12 депутатів та голови.
- Голова ради: Ленько Любов Миколаївна
- Секретар ради: Печериця Надія Миколаївна

### Керівний склад попередніх скликань
| ПІБ                     | Основні відомості                                                                       | Дата обрання | Дата звільнення |
| ----------------------- | --------------------------------------------------------------------------------------- | ------------ | --------------- |
| Ленько Любов Миколаївна | Сільський голова, 1961 року народження, освіта середня спеціальна                       | 26.03.2006   | 31.10.2010      |
| Ленько Любов Миколаївна | Сільський голова, 1961 року народження, освіта середня спеціальна, член Партії регіонів | 31.10.2010   |                 |

Примітка: таблиця складена за даними джерела

### Депутати
За результатами місцевих виборів 2010 року депутатами ради стали:

#### За суб'єктами висування
| Суб'єкт висування | Кількість обраних депутатів | %    |
| ----------------- | --------------------------- | ---- |
| Самовисування     | 10                          | 83,3 |
| Партія регіонів   | 2                           | 16,7 |

#### За округами
| № округу        | Прізвище, ім'я, по батькові   | Дата визнання обраним | Освіта             | Партійна приналежність | Відомості про обраного депутата   |
| --------------- | ----------------------------- | --------------------- | ------------------ | ---------------------- | --------------------------------- |
| Партія регіонів |                               |                       |                    |                        |                                   |
| 1               | Кладькевич Любов Михайлівна   | 04.11.2010            | середня            | позапартійна           | тимчасово не працює               |
| 8               | Печериця Любов Степанівна     | 04.11.2010            | середня спеціальна | член Партії регіонів   | пенсіонер                         |
| Самовисування   |                               |                       |                    |                        |                                   |
| 2               | Власенко Микола Вікторович    | 04.11.2010            | середня спеціальна | позапартійний          | тимчасово не працює               |
| 3               | Плотніков Сергій Леонідович   | 04.11.2010            | середня спеціальна | позапартійний          | тимчасово не працює               |
| 4               | Мірошник Микола Миколайович   | 04.11.2010            | середня            | позапартійний          | тимчасово не працює               |
| 5               | Печериця Надія Миколаївна     | 04.11.2010            | середня спеціальна | позапартійна           | Будинська сільська рада, секретар |
| 6               | Новик Валентина Анатоліївна   | 04.11.2010            | середня            | позапартійна           | тимчасово не працює               |
| 7               | Карпенко Валентина Петрівна   | 04.11.2010            | середня            | позапартійна           | пенсіонер                         |
| 9               | Савенко Іван Іванович         | 04.11.2010            | середня            | позапартійний          | тимчасово не працює               |
| 10              | Щерба Іван Іванович           | 04.11.2010            | середня            | позапартійний          | тимчасово не працює               |
| 11              | Ясновська Лідія Петрівна      | 04.11.2010            | середня            | позапартійна           | тимчасово не працює               |
| 12              | Кладькевич Валентина Іванівна | 04.11.2010            | середня            | позапартійна           | пенсіонер                         |